# Zvi Sherf
Zvi Sherf, detto Zvika (in ebraico צביקה שרף‎?; Tel Aviv, 18 dicembre 1951), è un ex cestista e allenatore di pallacanestro israeliano.

## Carriera

### Allenatore
Ha guidato Israele ai Campionati mondiali del 1986 e a otto edizioni dei Campionati europei (1985, 1987, 1993, 1995, 1997, 2005, 2007, 2009).

## Palmarès

### Allenatore
- Campionato israeliano: 10

Maccabi Tel Aviv: 1983-84, 1984-85, 1985-86, 1986-87, 1988-89, 1989-90, 1990-91, 1991-92, 1995-96, 1996-97
- Coppa di Israele: 6

Maccabi Tel Aviv: 1984-85, 1985-86, 1986-87, 1988-89, 1989-90, 1990-91
- Coppa di Russia: 1

Spartak San Pietroburgo: 2010-11
- Coppa di Lega israeliana: 1

Maccabi Rishon LeZion: 2018
- Coppa d'Europa: 1

Aris Salonicco: 1992-93